# Reading West (circonscription du Parlement britannique)
Circonscription parlementaire de la Chambre des communes
La circonscription de Reading West est une circonscription parlementaire britannique située dans le Berkshire, et représentée à la Chambre des communes du Parlement britannique depuis 2010 par Alok Sharma du Parti conservateur.

## Membre du Parlement
| Élection | Élection | Membre        | Membre | Parti        |
| -------- | -------- | ------------- | ------ | ------------ |
|          | 1983     | Tony Durant   |        | Conservateur |
|          | 1997     | Martin Salter |        | Travailliste |
|          | 2010     | Alok Sharma   |        | Conservateur |

## Élections

### Élections dans les années 2010
| Parti         | Parti                | Candidat             | Voix   | %    | ±    |
| ------------- | -------------------- | -------------------- | ------ | ---- | ---- |
|               | Conservateur         | Alok Sharma          | 24,393 | 48,4 | –0.5 |
|               | Travailliste Co-op   | Rachel Eden          | 20,276 | 40,2 | –3.1 |
|               | Libéral Démocrate    | Meri O'Connell       | 4,460  | 8,9  | +3.0 |
|               | Green                | Jamie Whitham        | 1,263  | 2,5  | +0.6 |
| Majorité      | Majorité             | Majorité             | 4,117  | 8,2  | +2.5 |
| Participation | Participation        | Participation        | 50,392 | 67,9 | -1.6 |
|               | Conservateur retenir | Conservateur retenir | Swing  | +1.3 |      |

| Parti         | Parti                | Candidat             | Voix   | %    | ±    |
| ------------- | -------------------- | -------------------- | ------ | ---- | ---- |
|               | Conservateur         | Alok Sharma          | 25,311 | 48,9 | +1.2 |
|               | Travailliste         | Olivia Bailey        | 22,435 | 43,3 | +9.4 |
|               | Libéral Démocrate    | Meri O’Connell       | 3,041  | 5,9  | +1.0 |
|               | Green                | Jamie Whitham        | 979    | 1,9  | −1.0 |
| Majorité      | Majorité             | Majorité             | 2,876  | 5,6  | −8.1 |
| Participation | Participation        | Participation        | 51,766 | 69,5 | +2.8 |
|               | Conservateur retenir | Conservateur retenir | Swing  | –4.1 |      |

| Parti         | Parti                | Candidat             | Voix   | %    | ±     |
| ------------- | -------------------- | -------------------- | ------ | ---- | ----- |
|               | Conservateur         | Alok Sharma          | 23,082 | 47,7 | +4.5  |
|               | Travailliste         | Victoria Groulef     | 16,432 | 34,0 | +3.5  |
|               | UKIP                 | Malik Azam           | 4,826  | 10,0 | +6.8  |
|               | Libéral Démocrate    | Meri O'Connell       | 2,355  | 4,9  | −15.2 |
|               | Green                | Miriam Kennet        | 1,406  | 2,9  | +1.7  |
|               | Indépendant          | Suzie Ferguson       | 156    | 0,3  | N/A   |
|               | TUSC                 | Neil Adams           | 83     | 0,2  | N/A   |
|               | Roman                | Philip West          | 64     | 0,1  | N/A   |
| Majorité      | Majorité             | Majorité             | 6,650  | 13,7 | +1.1  |
| Participation | Participation        | Participation        | 48,404 | 66,7 | +0.8  |
|               | Conservateur retenir | Conservateur retenir | Swing  | +0.5 |       |

| Parti                               | Parti                                   | Candidat                                | Voix   | %     | ±     |
| ----------------------------------- | --------------------------------------- | --------------------------------------- | ------ | ----- | ----- |
|                                     | Conservateur                            | Alok Sharma                             | 20,523 | 43,2  | +9.6  |
|                                     | Travailliste                            | Naz Sarkar                              | 14,519 | 30,5  | −14.5 |
|                                     | Libéral Démocrate                       | Daisy Benson                            | 9,546  | 20,1  | 4.3   |
|                                     | UKIP                                    | Bruce Hay                               | 1,508  | 3,2   | 0.4   |
|                                     | Common Sense                            | Howard Thomas                           | 852    | 1,8   | N/A   |
|                                     | Green                                   | Adrian Windisch                         | 582    | 1,2   | −1.0  |
| Majorité                            | Majorité                                | Majorité                                | 6,004  | 12,7  | N/A   |
| Participation                       | Participation                           | Participation                           | 47,530 | 65,9  | +6.0  |
|                                     | Conservateur vainqueur sur Travailliste | Conservateur vainqueur sur Travailliste | Swing  | +12.1 |       |
| Source Reading Borough Council, BBC |                                         |                                         |        |       |       |

### Élections dans les années 2000
| Parti                       | Parti                | Candidat             | Voix   | %    | ±     |
| --------------------------- | -------------------- | -------------------- | ------ | ---- | ----- |
|                             | Travailliste         | Martin Salter        | 18,940 | 44,9 | −8.2  |
|                             | Conservateur         | Ewan Cameron         | 14,258 | 33,8 | +1.8  |
|                             | Libéral Démocrate    | Denise Gaines        | 6,663  | 15,8 | +3.0  |
|                             | UKIP                 | Peter Williams       | 1,180  | 2,8  | +0.8  |
|                             | Green                | Adrian Windisch      | 921    | 2,2  | N/A   |
|                             | Veritas              | Dave Boyle           | 267    | 0,6  | N/A   |
| Majorité                    | Majorité             | Majorité             | 4,672  | 11,1 | −10.0 |
| Participation               | Participation        | Participation        | 42,229 | 61,0 | +1.9  |
|                             | Travailliste retenir | Travailliste retenir | Swing  | −2.6 |       |
| Source Electoral Commission |                      |                      |        |      |       |

| Parti                                           | Parti                | Candidat             | Voix   | %    | ±     |
| ----------------------------------------------- | -------------------- | -------------------- | ------ | ---- | ----- |
|                                                 | Travailliste         | Martin Salter        | 22,300 | 53,1 | +8.0  |
|                                                 | Conservateur         | Stephen Reid         | 13,451 | 32,0 | −6.9  |
|                                                 | Libéral Démocrate    | Polly Martin         | 5,387  | 12,8 | +0.1  |
|                                                 | UKIP                 | David Black          | 848    | 2,0  | +1.5  |
| Majorité                                        | Majorité             | Majorité             | 8,849  | 21,1 | +14.9 |
| Participation                                   | Participation        | Participation        | 41,986 | 59,1 | −11.0 |
|                                                 | Travailliste retenir | Travailliste retenir | Swing  | +7.5 |       |
| Source Guardian Unlimited, ONS[réf. nécessaire] |                      |                      |        |      |       |

### Élections dans les années 1990
| Parti                     | Parti                                   | Candidat                                | Voix   | %     | ±     |
| ------------------------- | --------------------------------------- | --------------------------------------- | ------ | ----- | ----- |
|                           | Travailliste                            | Martin Salter                           | 21,841 | 45,1  | +17.3 |
|                           | Conservateur                            | Nicholas Bennett                        | 18,844 | 38,9  | −14.0 |
|                           | Libéral Démocrate                       | Dee Tomlin                              | 6,153  | 12,7  | −5.4  |
|                           | Référendum                              | Steven G Brown                          | 976    | 2,0   | N/A   |
|                           | BNP                                     | Ian Dell                                | 320    | 0,7   | N/A   |
|                           | UKIP                                    | David M Black                           | 255    | 0,5   | N/A   |
| Majorité                  | Majorité                                | Majorité                                | 2,997  | 6,2   | N/A   |
| Participation             | Participation                           | Participation                           | 48,389 | 70,1  | −7.9  |
|                           | Travailliste vainqueur sur Conservateur | Travailliste vainqueur sur Conservateur | Swing  | −15.7 |       |
| Source Guardian Unlimited |                                         |                                         |        |       |       |

| Parti         | Parti                | Candidat             | Voix   | %    | ±    |
| ------------- | -------------------- | -------------------- | ------ | ---- | ---- |
|               | Conservateur         | Tony Durant          | 28,048 | 52,9 | −2.4 |
|               | Travailliste         | PM Ruhemann          | 14,750 | 27,8 | +6.6 |
|               | Libéral Démocrate    | KH Lock              | 9,572  | 18,1 | −4.3 |
|               | Green                | PJ Unsworth          | 613    | 1,2  | +0.1 |
| Majorité      | Majorité             | Majorité             | 13,298 | 25,1 | −7.8 |
| Participation | Participation        | Participation        | 52,983 | 78,0 | +5.7 |
|               | Conservateur retenir | Conservateur retenir | Swing  | −4.5 |      |

### Élections dans les années 1980
| Parti         | Parti                | Candidat             | Voix   | %     | ±     |
| ------------- | -------------------- | -------------------- | ------ | ----- | ----- |
|               | Conservateur         | Tony Durant          | 28,122 | 55,3  | +3.9  |
|               | Liberal              | KH Lock              | 11,369 | 22,36 | −5.43 |
|               | Travailliste         | ME Orton             | 10,819 | 21,28 | +0.86 |
|               | Green                | EP Wilson            | 542    | 1,07  | N/A   |
| Majorité      | Majorité             | Majorité             | 16,753 | 32,94 | +9.47 |
| Participation | Participation        | Participation        | 50,852 | 72,24 | −1.27 |
|               | Conservateur retenir | Conservateur retenir | Swing  | +4.69 |       |

| Parti         | Parti                                  | Candidat      | Voix   | %     | ±   |
| ------------- | -------------------------------------- | ------------- | ------ | ----- | --- |
|               | Conservateur                           | Tony Durant   | 24,948 | 51,36 | N/A |
|               | Liberal                                | RJ Day        | 13,549 | 27,89 | N/A |
|               | Travailliste                           | R Evans       | 9,220  | 20,42 | N/A |
|               | Indépendant                            | E Lilley      | 161    | 0,33  | N/A |
| Majorité      | Majorité                               | Majorité      | 11,399 | 23,47 | N/A |
| Participation | Participation                          | Participation | 47,878 | 73,51 | N/A |
|               | Conservateur vainqueur (nouveau siège) |               |        |       |     |